# Полифем
Полифе́м (др.-греч. Πολύφημος, «много упоминаемый в песнях и легендах») — в древнегреческой мифологии жестокий великан — циклоп, сын олимпийского бога Посейдона и морской нимфы Фоосы.
Был влюблен в нереиду Галатею, она отвергла его (по Феокриту), так как любила юношу Акида — сына бога — покровителя пастухов Пана, и он убил Акида громадным камнем; по Нонну же — ответила взаимностью. По Аппиану, у него от жены Галатеи были сыновья Кельт, Иллирий и Гал, которые ушли из Сицилии и властвовали над народами.
Не участвовал в индийском походе Диониса. Согласно Еврипиду, сатиры искали Диониса, похищенного тирренскими пиратами, и попали в плен к Полифему. Полифем пытался изнасиловать Силена.
С Полифемом связан один из драматичных эпизодов поэмы Одиссеи Гомера. Во время своего возвращения на Итаку с Троянской войны царь Одиссей высаживается со спутниками на острове циклопов и попадает в пещеру, оказавшуюся жилищем Полифема. Одноглазый людоед обнаруживает пришельцев, и спесиво заявив, что презирает законы гостеприимства, берёт их в плен, а затем запирает в пещере и пожирает шестерых спутников Одиссея (по паре на ужин, завтрак и следующий ужин). Полифем заявляет царю Итаки (который первоначально представился циклопу как Никто) что в награду за его учтивость съест его последним. Хитроумный Одиссей сначала хочет убить Полифема во сне, но понимает, что им не по силам отвалить огромный камень, загораживающий вход в пещеру. Тогда сын Лаэрта приготавливает кол из дубины Полифема, подпаивает циклопа принесённым вином и выкалывает раскалённым в костре колом единственный глаз циклопа. Братья Полифема сбегаются к пещере циклопа, спрашивая, кто его обидел, но после ответа Полифема, что его обидел Никто, с досадой расходятся. По приказу Одиссея греки связывают овец по трое и, прицепляясь к брюху средней овцы, покидают пещеру. Ослепший циклоп не может их нащупать. Сам Одиссей спасается, прицепившись к брюху любимого барана Полифема. Греки захватывают стадо Полифема и приносят его любимого барана в жертву Зевсу. Отплыв от берега, Одиссей называет циклопу своё настоящее имя. Взбешённый Полифем, бросив огромные камни в морскую пучину, молит своего божественного отца об отмщении, и в итоге Посейдон начинает мстить Одиссею.
Позднее его видел Эней. По рационалистическому толкованию, это человек, который вёл жизнь в одиночестве и полагался только на силу, имел лишь зрение. На картине Тиманта (кон. V в. до н. э.) был изображен спящий циклоп и рядом с ним сатиры, измеряющие тирсом большой палец его руки.
Действующее лицо сатировской драмы Еврипида «Киклоп» и сатировской драмы Аристия «Циклоп», также нескольких комедий «Циклоп».